# Robert Fitzgerald (łyżwiarz)
Robert Emmett „Bobby” Fitzgerald (ur. 3 października 1923 w Minneapolis, zm. 22 kwietnia 2005 w Luverne) – amerykański łyżwiarz szybki, srebrny medalista olimpijski.

## Kariera
Największy sukces w karierze Robert Fitzgerald osiągnął podczas igrzysk olimpijskich w Sankt Moritz w 1948 roku, gdzie zdobył srebrny medal w biegu na 500 m. W zawodach tych wyprzedził go jedynie Norweg Finn Helgesen. Drugi stopnień podium zajął ex aequo ze swym rodakiem Kennethem Bartholomew i Norwegiem Thomasem Bybergiem. Na rozgrywanych cztery lata później igrzyskach w Oslo był siedemnasty na tym samym dystansie. Nigdy nie zdobył medalu na mistrzostwach świata.
Służył w United States Army podczas II wojny światowej, został jednak zwolniony ze służby w 1944 roku z powodów medycznych. Po zakończeniu pracował jako chiropraktyk.